# Cristo legato
Il Cristo legato è una scultura in avorio dello scultore fiammingo François Duquesnoy, eseguito negli anni venti del XVII secolo. Attualmente è conservata presso la National Gallery of Art di Washington, che l'ha acquistata nel giugno 2007.

## Storia
L'opera è stata realizzata dal Duquesnoy nei suoi anni giovanili, quando si trovava a Roma: il Fiammingo, infatti, vi si era stabilito nel 1618, su iniziativa di Alberto d'Austria, che, in qualità di mecenate, lo aveva mandato a studiare in Italia.
Dopo la morte del suo patrono nel 1621, Duquesnoy fu costretto a intagliare legno e avorio per dei lavori grazie ai quali riusciva a mantenersi.
Negli anni venti del XVII secolo, l'artista realizzò un crocifisso in avorio che diede in dono al papa Urbano VIII. È plausibile che abbia prodotto il Cristo legato in questo stesso periodo.

## Descrizione
La scultura raffigura Cristo con lo sguardo rivolto verso il basso, mentre il corpo si piega elegantemente in una posa precaria eppure equilibrata. La curva della figura potrebbero essere dovuta alla curvatura dell'unica zanna dalla quale l'opera è stata intagliata. La scultura è una chiara prova della visione estetica del Fiammingo, fortemente influenzata dalla maniera greca. Come per il Sant'Andrea e per il torso rifacentesi al Laooconte, il Cristo è qui rappresentato in un modo che rimanda espressamente alla scultura greca: il suo corpo è proporzionato, snello e tonico, aspetto fondamentale della visione del Duquesnoy legata alla scultura dell'antica Grecia e della civiltà romana.

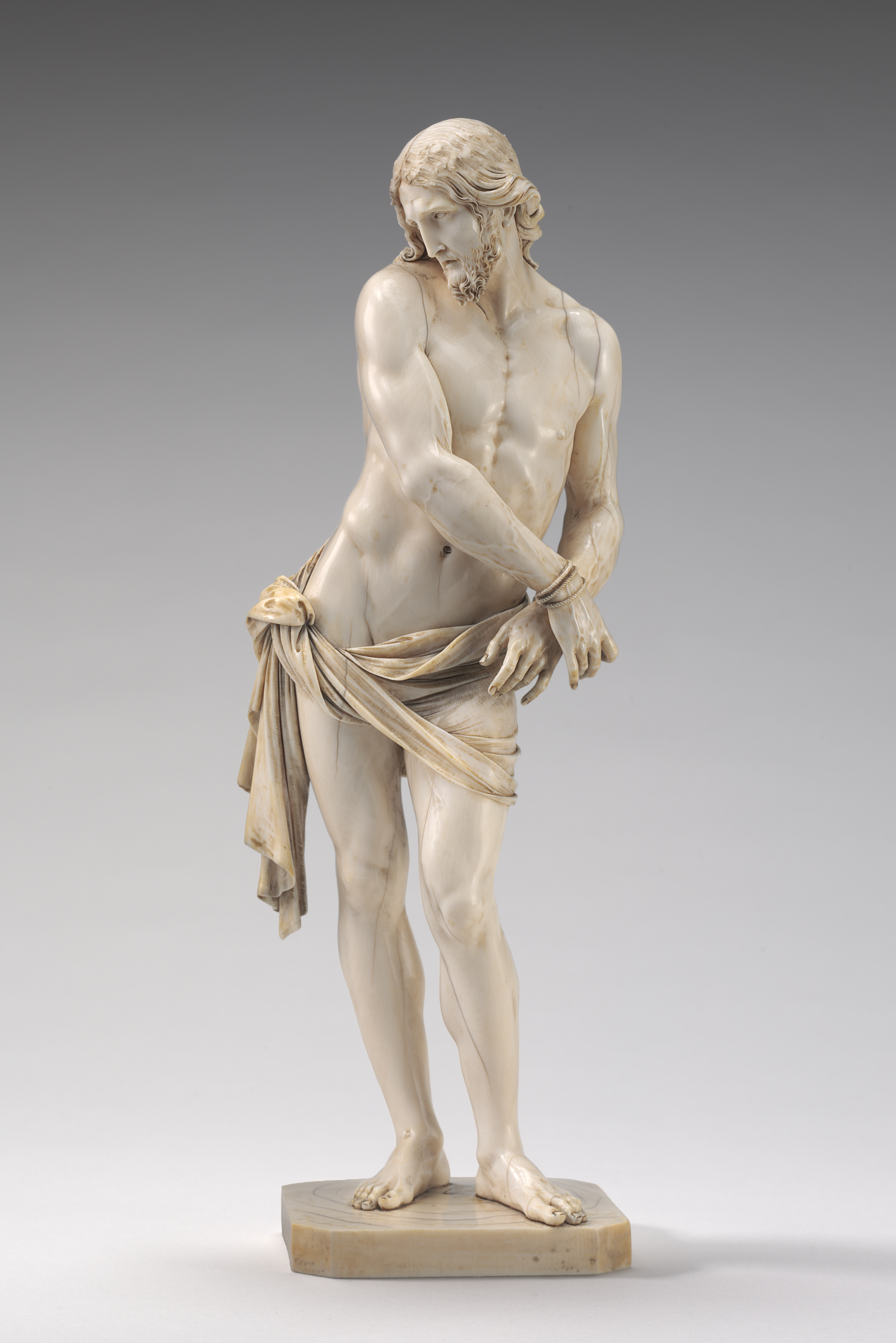
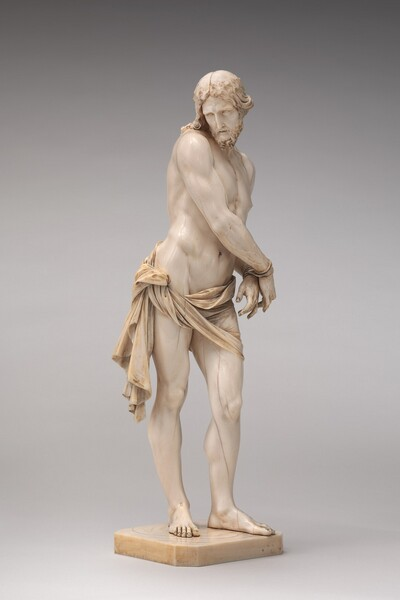
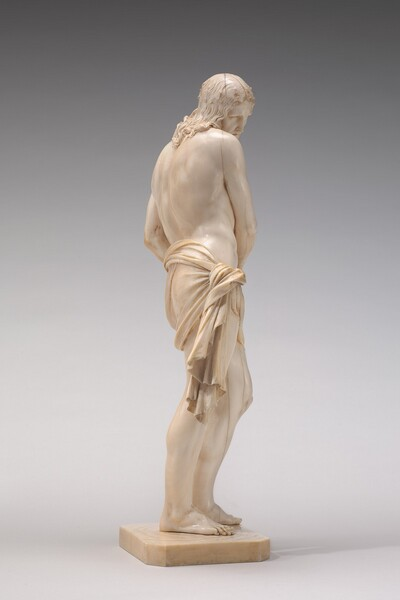
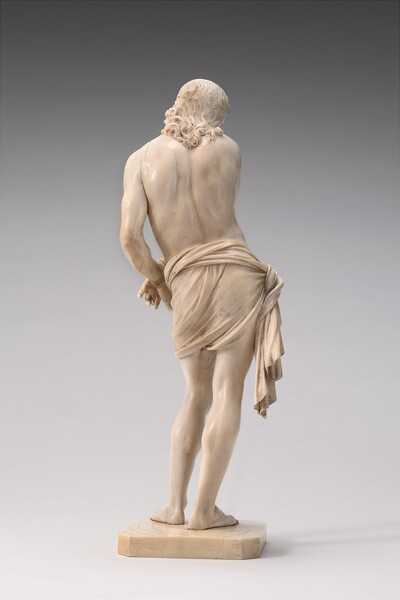